# Метод комплексных амплитуд
Метод компле́ксных амплитуд — метод расчета линейных электрических цепей, содержащих реактивные элементы, в установившемся режиме при гармонических входных сигналах, впервые применённый О. Хевисайдом.
Суть метода заключается в следующем:
- Для всех реактивных элементов определяется их комплексный импеданс.
- Все токи и напряжения рассматриваются в виде комплексных амплитуд.

После введения этих замен задача анализа цепи сводится к задаче анализа цепи на постоянном токе:
- импедансы трактуются как обычные сопротивления
- комплексные амплитуды токов и напряжений как обычные токи и напряжения

Таким образом, мы избавились от реактивности элементов и зависимости от времени сигналов. Эти факторы, затрудняющие математическое описание схемы, теперь перенесены в сигнал: все параметры зависят от частоты гармонического сигнала и являются комплекснозначными.
Задача анализа цепи на постоянном токе решается соответствующими методами, например, методом узловых потенциалов или методом контурных токов. После нахождения всех искомых комплексных амплитуд их можно при необходимости перевести обратно в гармонические сигналы.